# ライアン・ブローコフ
ライアン・ブローコフ (Ryan Broekhoff,  1990年8月23日 - ) は、オーストラリア・ビクトリア州メルボルン出身の元プロバスケットボール選手。ポジションはシューティングガード。

## 来歴

### カレッジ
ヴァルパライソ大学で4年間プレーし、2013年のNBAドラフトにエントリーしたが、どこからも指名されなかった。

### NBA以前
ドラフト後にトルコリーグのベシクタシュJKと1年契約を結んだ。2年間プレーした後、2015年のサマーリーグにデンバー・ナゲッツの一員として参加したが、NBAチームからのオファーはなく、もう一年ベシクタシュでプレーした。
2015年9月、ユナイテッド・リーグのロコモティブ・クバンと3年契約を結んだ。

### ダラス・マーベリックス
ロコモティブとの契約が満了した2018年8月6日、ダラス・マーベリックスと2年契約を結んだ。1年目の2018-19シーズンは42試合に出場した。
2020年2月11日、マイケル・キッド＝ギルクリストと契約するためにロスターに空きを作る必要があったマーベリックスは、ブローコフを解雇した。

### フィラデルフィア・セブンティシクサーズ
新型コロナウイルスの影響でシーズンが中断していた6月27日、フィラデルフィア・セブンティシクサーズとシーズン再開後からシーズン終了までの契約を結んだ。
しかし1試合も出場することのないまま、翌シーズンのトレーニングキャンプ中にウェイブされた。
2023年7月13日、現役引退を発表した。

## NBA個人成績

### レギュラーシーズン
| シーズン | チーム | GP | GS | MPG  | FG%  | 3P%  | FT%  | RPG | APG | SPG | BPG | PPG |
| -------- | ------ | -- | -- | ---- | ---- | ---- | ---- | --- | --- | --- | --- | --- |
| 2018–19  | DAL    | 42 | 0  | 10.8 | .452 | .409 | .789 | 1.5 | .5  | .1  | .1  | 4.0 |
| 2019–20  | DAL    | 17 | 1  | 10.6 | .373 | .392 | .875 | 2.5 | .6  | .3  | .2  | 4.2 |
| Career   | Career | 59 | 1  | 10.7 | .427 | .403 | .815 | 1.8 | .6  | .2  | .1  | 4.0 |